# Sonderkommando Arājs
El Sonderkommando Arājs (en català "comando especial Arājs") fou una unitat de paramilitars letons, dirigida per l'Sturmbannführer - SS (Capità o Major) letó Viktors Arājs, responsable de l'extermini de la meitat dels jueus assassinats a l'Holocaust de Letònia. S'estima que va massacrar entre 50.000 i, si es compten les seves operacions a Minsk (Belarús), 100.000 persones. L'aviador Herberts Cukurs, capità d'Arājs va ser assassinat el 1965 pel Mossad a Montevideo. Des de 1991,a Letònia no s'ha jutjat cap criminal de guerra nazi.

## La formació delSonderkommando
Actiu en altres àrees del Front Oriental (especialment Belarús, amb un pas per Minsk i Rússia), el Sonderkommando Arājs, que constava d'entre 500 i 1500 voluntaris (segons el moment) va ser creat el 4 de juliol de 1941, poc després de l'inici de l'Operació Barbarroja i pocs dies després de la captura de Riga, Victor Arājs s'havia ofert voluntari l'1 de juliol davant el Brigadeführer Franz Stahlecker, comandant de l'Einsatzgruppe A, i amb ell un conjunt bigarrat d'estudiants, policies, soldats i membre del partit feixista letó Perkonkrusts. Tots, sense excepció, eren lliures de deixar Arājs en tot moment.
El kommando fou integrat en la Policia auxiliar letona, però gaudia d'una àmplia autonomia. El dia que els esbirros d'Arājs van capturar 500 jueus dins la sinagoga de Riga, que no havien pogut fugir de l'avanç nazi, aquests van ser cremats vius, mentre el grup llançava granades a l'interior de la sinagoga.
El rol del kommando fou determinant en el genocidi dels jueus i dels gitanos, així com en l'extermini dels comunistes a Letònia. L'Einsatzgruppe assignat a aquesta zona no tenia més de 170 membres segons l'historiador Raul Hilberg. Amb l'ajut del sonderkommando Arājs, els alemanys assassinaren així 29.000 personnes (90% de jueus) a Letònia abans del 10 d'agost de 1941; després el kommando Arājs es distingí assassinant 27.800 jueus, obligats a deixar el gueto de Riga, en dos dies, en el que s'ha conegut després com a Massacre de Rumbula (30 de novembre i 8 de desembre de 1941). El gener de 1942, ja no quedaven més que 4.000 dels 70.000 jueus residents a Letònia, essent el kommando d'Arājs el responsable de la meitat d'aquestes morts.
El kommando participà també en operacions « anti-partisans », és a dir la vigilància de civils, al Front Oriental. Els seus membres van servir igualment com a guàrdies del Camp de concentració de Salaspils.

## Els oficials delkommandoi llur destí després de la guerra
Ultra Viktors Arājs, promogut a Sturmbannführer en 1943, que tenia com a ajudant el cèlebre aviador letó Herberts Cukurs, el kommando comptava amb persones conegudes, com ara Konrad Kalejs (1913-8 de novembre del 2001), un dels sis o set oficials a les ordres d'Arājs i que disposava doncs d'un centenar d'homes sota el seu comandament. Herberts Cukurs, que va aconseguir escapar-se al Brasil després de la guerra, mai no va ser detingut ni, per tant, inculpat, fou assassinat pel Mossad en 1965 a Uruguai, amb la qual cosa s'esvaïa tota possibilitat de procés. Cukurs s'havia distingit particularment pels seus infanticidis. El mateix Kalejs, que va ser guàrdia a Salaspils, i, segons Rudolf Soms, un ex-membre del kommando, participà en l'anihilació de dos pobles a Rússia.
El mateix Arājs, misteriosament, fou alliberat pels britànics en 1949, no fou arrestat fins al 1975 i el 1979 fou condemnat a cadena perpètua per un tribunal alemany. Konrad Kalejs, que no va començar a inquietar-se pels seus crims fins al 1984 (en principi fou arrestat en el marc de l'operació Puño Airlines, que s'ocupava també dels fugitius de dret comú), va morir pels volts de l'any 2000, i va escapar doncs a l'extradició vers Letònia. Segons l'historiador Mark Aarons, Kalejs, arribat a Austràlia en 1950, hauria ajudat altres ex-nazis a instal·lar-se en aquest país, abans de conventir-se en milionari als Estats Units. Nacionalitzat australià en 1957, fou expulsat del Canadà en 1997, vers Austràlia, després que un jutge hagués considerat que havia pres part en crims de guerra.